# Galambkék pókhálósgomba
A galambkék pókhálósgomba (Cortinarius cumatilis) a pókhálósgombafélék családjába tartozó, Európában honos, fenyvesekben élő, ehető gombafaj. 

## Megjelenése
A galambkék pókhálósgomba kalapja 4-12 cm széles, eleinte félgömb alakú, majd domborúan, idősen laposan kiterül. Felszíne nedvesen tapadós, szárazon selymes, a szélénél szálas. Színe fiatalon kékeslilás, lilásszürkés, idősen a közepétől okkeresre fakul. A kalapbőr kálium-hidroxiddal barna színreakciót ad.
Húsa kemény, színe fehéres. Szaga gyenge, íze nem jellegzetes vagy kissé édeskés. 
Sűrű, keskeny lemezei tönkhöz nőttek. Színük eleinte fehér vagy szürkés, öregen világos rozsdabarnák. Élük fűrészes és fehéres színű. A lemezeket védő pókhálószerű kortina fehér. 
Tönkje 5-10 cm magas és 1-2.5 cm vastag. Alakja vaskos, hengeres vagy töve kissé bunkósan megvastagodik. Színe fehér, fiatalon lilás burokmaradványok lehetnek rajta. 
Spórapora rozsdabarna. Spórája mandula formájú, finoman vagy közepesen szemölcsös, mérete 9,5-11,5 x 5-6 µm.

### Hasonló fajok
Az óriás pókhálósgomba és a lilásburkú pókhálósgomba hasonlít hozzá, de mindkettő lombos fák alatt nő. 

## Elterjedése és termőhelye
Európában honos. 
Fenyvesekben, főleg luc alatt nő. Júliustól októberig terem. 
Ehető, de nem túl ízletes és nem ehető fajokkal össze lehet téveszteni.   